# Lunds Bollklubb
Il Lunds Bollklubb, generalmente abbreviato in Lunds BK o semplicemente Lund, è una società calcistica svedese con sede a Lund, nella Svezia meridionale. Milita attualmente in Division 1, la terza serie del campionato svedese. Disputa le proprie partite casalinghe al Klostergårdens IP.

## Storia
La fondazione del club è avvenuta nel 1919 su iniziativa di alcuni giovani della formazione junior del Lunds GIF che, stanchi di non trovare spazio, si sono ribellati al proprio allenatore creando una nuova squadra per conto loro, invitando anche giocatori da altre squadre della zona. Tuttavia, dal 1919 al 1923, il club non ha giocato campionati pur disputando 95 incontri durante questo periodo. Nel 1924 ha partecipato a un campionato locale chiamato Sydsvenskan.
Nella stagione 1932-1933 il Lunds BK gioca per la prima volta nel campionato di Division 2, ovvero il secondo livello del calcio svedese dell'epoca. Vi rimarrà fino al 1934-1935.
Nel 1950, con il ritorno in Division 2, viene ingaggiato il primo allenatore a tempo pieno, mentre nel 1958 viene formata una sezione di hockey su ghiaccio, destinata a essere chiusa due anni più tardi per mancanza di interesse.
Dopo oltre trent'anni di assenza, il Lunds BK torna a disputare la Division 2 nel 1984, anno in cui si registra anche un nuovo record di spettatori al Klostergårdens IP, quando 5.201 spettatori hanno assistito alla sfida contro l'IFK Malmö. Nonostante la retrocessione immediata, il primato viene battuto l'anno successivo, con l'arrivo del Malmö FF in una gara di Coppa di Svezia.
L'ultima partecipazione al campionato di seconda serie, all'epoca denominato Division 1, risale al 1994, quando il club non riesce a replicare la salvezza ottenuta l'anno precedente e termina ultimo.
Il secondo posto nella Ettan 2024 Södra permette al Lunds BK di giocarsi la promozione nella seconda serie in un doppio spareggio contro l'Östersund, ma gli avversari finiscono per prevalere sia nella gara di andata che in quella di ritorno.

## Palmarès

### Competizioni nazionali
- Division 2: 2

1998-1999, 2009

### Altri piazzamenti
- Division 1:

Secondo posto: 2024
Finalista play-off: 2012